# Tom Shales
Thomas William Shales detto Tom (Elgin, 3 novembre 1944 – Alexandria, 13 gennaio 2024) è stato un giornalista e critico televisivo statunitense.

## Biografia
Si laureò all'American University. Fu poi assunto al Washington Post, dove inizialmente ebbe una rubrica nella sezione Style. Nel luglio 1977 divenne redattore e critico televisivo del giornale. Vinse il Premio Pulitzer per il miglior giornalismo di critica nel 1988.
Nel 2006 lasciò la redazione del Post ma continuò a collaborarvi tramite contratti fino al 2010, quando venne licenziato dal giornale.
Già da tempo malfermo in salute a causa di un'insufficienza renale, Tom Shales morì ad Alexandria il 13 gennaio 2024 all'età di 79 anni per complicazioni da COVID-19.